# Dominique Koster
Dominique Koster (* 3. Januar 1977) ist eine ehemalige südafrikanische Leichtathletin, die sich auf den Sprint spezialisiert hat. Ihre größten Erfolge feierte sie mit dem Gewinn der Goldmedaille in der 4-mal-100-Meter-Staffel bei den Afrikameisterschaften 2002 in Radès.

## Sportliche Laufbahn
Erste internationale Erfahrungen sammelte Dominique Koster vermutlich im Jahr 2002, als sie bei den Afrikameisterschaften in Radès in 24,33 s den sechsten Platz im 200-Meter-Lauf belegte und mit der südafrikanischen 4-mal-100-Meter-Staffel in 45,60 s gemeinsam mit Dikeledi Moropane, Geraldine Pillay und Janice Josephs die Goldmedaille gewann. 2005 startete sie mit der 4-mal-400-Meter-Staffel bei den Weltmeisterschaften in Helsinki und schied dort mit 3:31,71 min im Vorlauf aus. Im Jahr darauf bestritt sie ihre letzte Wettkampfsaison und beendete daraufhin ihre aktive sportliche Karriere im Alter von 29 Jahren.

## Persönliche Bestleistungen
- 200 Meter: 23,61 s (−0,1 m/s), 2. März 2002 in Germiston
- 400 Meter: 53,97 s, 12. April 2002 in Pretoria